# Список дипломатических миссий Сенегала

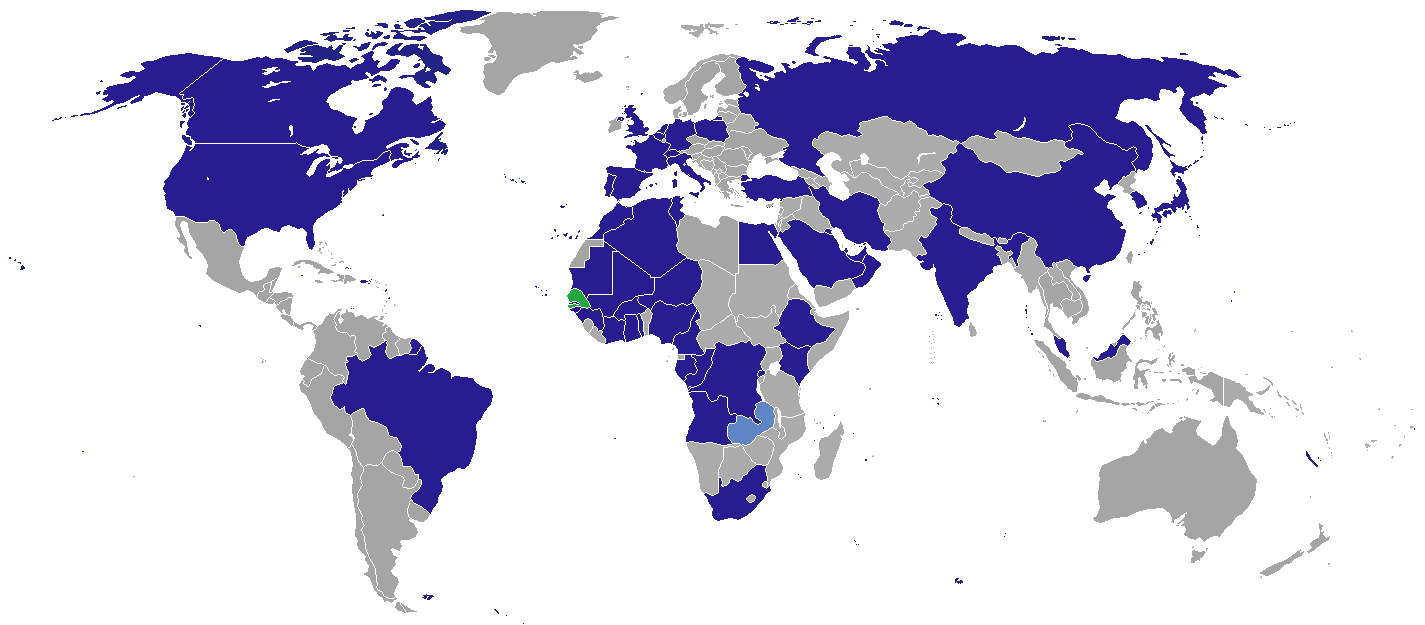
Дипломатические миссии Сенегала

Список дипломатических миссий Сенегала — перечень дипломатических миссий (посольств) и генеральных консульств Сенегала в странах мира (не включает почётных консульств).

## Европа
- Бельгия
  - Брюссель (посольство)
- Ватикан
  - Ватикан (посольство)
- Великобритания
  - Лондон (посольство)
- Германия
  - Берлин (посольство)
- Испания
  - Мадрид (посольство)
- Италия
  - Рим (посольство)
  - Милан (генеральное консульство)
- Португалия
  - Лиссабон (посольство)
- Россия
  - Москва (посольство)
- Франция
  - Париж (посольство)
  - Бордо (генеральное консульство)
  - Лион (генеральное консульство)

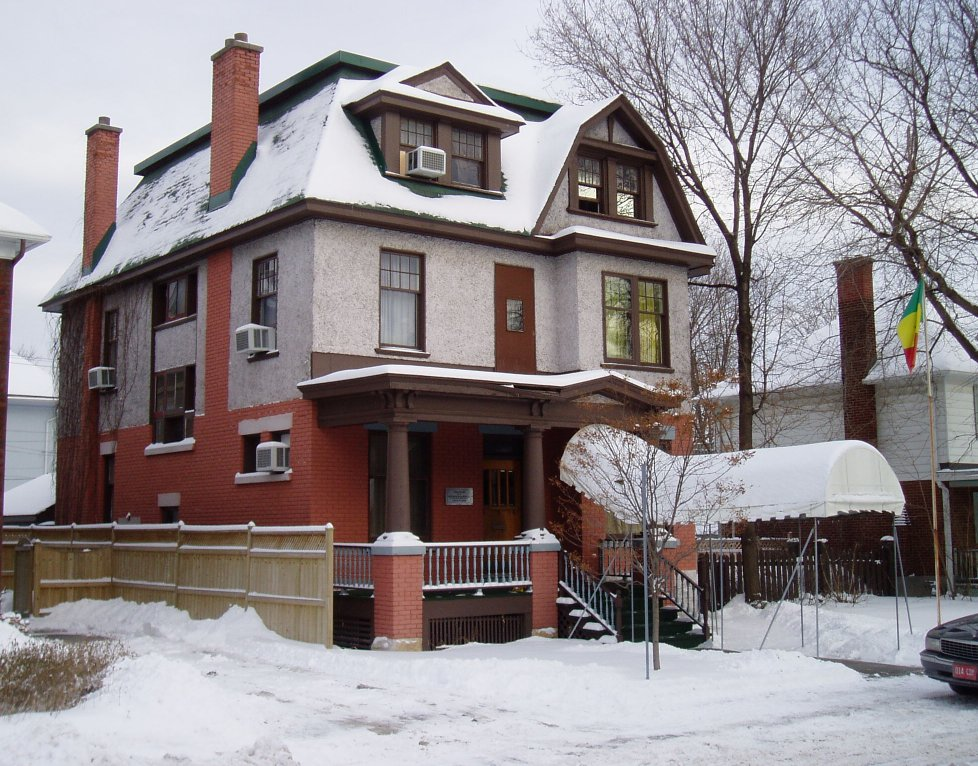
Посольство Сенегала в Оттаве

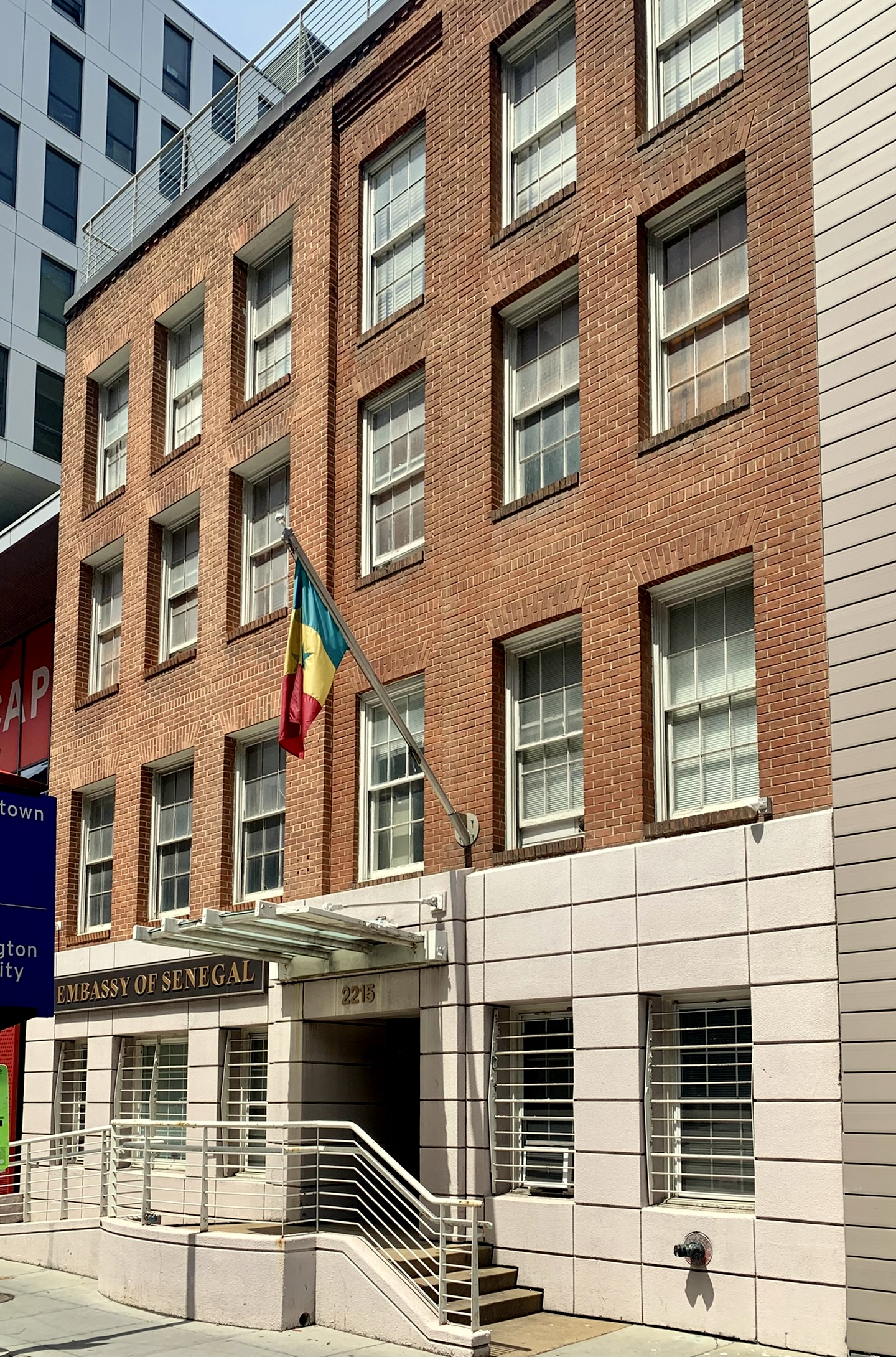
Посольство Сенегала в Вашингтоне

  - Марсель (генеральное консульство)
  - Гавр (консульство)
- Швейцария
  - Берн (посольство)

## Азия
- Индия
  - Нью-Дели (посольство)
- Китай
  - Пекин (посольство)
- Малайзия
  - Куала-Лумпур (посольство)
- Япония
  - Токио (посольство)

## Средний Восток
- Бахрейн
  - Манама (посольство)
- Иран
  - Тегеран (посольство)
- Катар
  - Доха (посольство)
- Кувейт
  - Кувейт (посольство)
- ОАЭ
  - Абу-Даби (посольство)
- Оман
  - Маскат (посольство)
- Саудовская Аравия
  - Эр-Рияд (посольство)
  - Джидда (генеральное консульство)
- Турция
  - Анкара (посольство)

## Америка
- Бразилия
  - Бразилиа (посольство)
- Канада
  - Оттава (посольство)
- США
  - Вашингтон (посольство)
  - Нью-Йорк (генеральное консульство)

## Африка
- Алжир
  - Алжир (посольство)
- Буркина-Фасо
  - Уагадугу (посольство)
- Габон
  - Либревиль (посольство)
- Гамбия
  - Банжул (посольство)
- Гана
  - Аккра (посольство)
- Гвинея
  - Конакри (посольство)
- Гвинея-Бисау
  - Бисау (посольство)
- Египет
  - Каир (посольство)
- Замбия
  - Лусака (генеральное консульство)
- Кабо-Верде
  - Прая (посольство)
- Камерун
  - Яунде (посольство)
- Кот-д’Ивуар
  - Абиджан (посольство)
- Ливия
  - Триполи (посольство)
- Мавритания
  - Нуакшот (посольство)
- Мадагаскар
  - Антананариву (посольство)
- Мали
  - Бамако (посольство)
- Марокко
  - Рабат (посольство)
- Нигерия
  - Абуджа (посольство)
  - Лагос (консульское агентство)
- Того
  - Ломе (генеральное консульство)
- Тунис
  - Тунис (посольство)
- Эфиопия
  - Аддис-Абеба (посольство)
- ЮАР
  - Претория (посольство)

## Международные организации
- Аддис-Абеба (постоянное представительство при Африканском союзе)
- Брюссель (представительство при ЕС)
- Женева (постоянное представительство при ООН и международных организациях)
- Нью-Йорк (постоянное представительство при ООН)
- Париж (постоянное представительство при ЮНЕСКО)